# 青空/Cloudy
「青空/Cloudy」（あおぞら/クラウディ）は、スガシカオの12枚目のシングル。2002年1月17日発売。
初の両A面シングル。シングルとしては初のオリコンチャートトップ10入りを果たす。

## 収録曲
1. 青空
（作詞・作曲：スガシカオ／編曲：森俊之）
2. Cloudy
（作詞・作曲・編曲：スガシカオ）
  - J-WAVE2001年クリスマスソング
  - 2001年10月5日放送の毎日放送『情熱大陸』では、この楽曲の制作過程がドキュメンタリーとして放映された。
  - 5thアルバム「SMILE」には未収録となった。
3. 青空 〜film track〜
  - 東宝配給映画『仄暗い水の底から』主題歌。
  - 1曲目「青空」の別バージョンであり、実際に映画で使用されたのもこちら。歌詞が一部カットされており、アレンジも異なる。
  - このバージョンは2023年現在もアルバム未収録のままである。
4. Orange 〜Cloudy words remix〜

## 収録アルバム
- SMILE (#1、アルバム・バージョン)
- ALL SINGLES BEST (#1,2)
- BEST HIT!! SUGA SHIKAO -1997〜2002- (#1)